# Scopula indoctaria
Scopula indoctaria är en fjärilsart som beskrevs av Walker 1861. Scopula indoctaria ingår i släktet Scopula och familjen mätare. Inga underarter finns listade.